# Diploiulus latzeli
Diploiulus latzeli är en mångfotingart som beskrevs av Berlese. Diploiulus latzeli ingår i släktet Diploiulus och familjen kejsardubbelfotingar. Inga underarter finns listade i Catalogue of Life.